# Sarduszka bezogonowa
Sarduszka bezogonowa (Prolagus sardus) – wymarły gatunek ssaka z rodziny sarduszkowatych (Prolagidae). 

## Zasięg występowania
Sarduszka bezogonowa występowała na podstawie materiału kopalnego sprzed 2000 lat na Korsyce, Sardynii i innych okolicznych wyspach. Doniesienia o dużych gryzoniach zawarte w historycznych zapisach sugerują, że gatunek ten przetrwał do XVIII wieku, ale nie znaleziono okazów które by to potwierdziły.

## Taksonomia
Gatunek po raz pierwszy naukowo opisał w 1832 roku niemiecki paleontolog i zoolog Johann Andreas Wagner nadając mu nazwę Lagomys sardus. Holotyp pochodził z Sardynii. 
Autorzy Illustrated Checklist of the Mammals of the World uznają ten takson za monotypowy.

### Etymologia
- Prolagus: gr. προ pro „blisko, podobny”; λαγoς lagos „zając”[7].
- sardus: łac. Sardus „Sardyńczyk, sardyński”, od Sardi „Sardyńczycy”, od gr. Σαρδω Sardō „Sardynia”[8].

## Status
Ostatnie okazy były prawdopodobnie odnotowane w 1774 roku, a do wyginięcia przyczyniła się utrata siedlisk, drapieżnictwo, oraz rywalizacja z gatunkami inwazyjnymi.